# أندرو هاتشينسون
أندرو هاتشينسون (بالإنجليزية: Andrew Hutchinson) (و. 1980  م) هو لاعب هوكي الجليد أمريكي، ولد في إيفانستون، مركز لعبه هو مدافع ‏.

## التعليم
تعلم في جامعة ولاية ميشيغان
.

## جوائز
حصل على جوائز منها:

كأس ستانلي

## روابط خارجية
- أندرو هاتشينسون على موقع دوري الهوكي الوطني (الإنجليزية)
- أندرو هاتشينسون على موقع دوري الهوكي للقارات (الإنجليزية)
- أندرو هاتشينسون على موقع EliteProspects.com (الإنجليزية)
- أندرو هاتشينسون على موقع Eurohockey.com (الإنجليزية)
- أندرو هاتشينسون على موقع HockeyDB.com (الإنجليزية)
- أندرو هاتشينسون على موقع Hockey-Reference.com (الإنجليزية)